# Reidun Gunnarson
Reidun Gunnarson er en norsk håndboldspiller. Hun spillede 35 kampe og scorede 38 mål for Norges håndboldlandshold fra 1989 til 1991. Hun deltog også under VM 1990 hvor holdet kom på en 6.-plads.